# Вальпроевая кислота
Вальпро́евая кислота́ — лекарство из группы производных жирных кислот, в основном используемое как противоэпилептический препарат, а также для лечения биполярного расстройства и предотвращения мигрени. Этот препарат полезен для предотвращения эпилептических приступов, когда имеют место частичные припадки или генерализованные припадки. Вальпроевую кислоту можно вводить внутривенно или перорально. Существуют препараты длительного и короткого действия.
Побочные эффекты вальпроевой кислоты включают тошноту, рвоту, сонливость и сухость во рту. Также могут возникнуть проблемы с печенью, поэтому рекомендуется регулярное наблюдение за функциональностью органа. Другие риски включают панкреатит. Известно, что препарат вызывает серьёзные нарушения у ребёнка, если принимать его во время беременности. Из-за этого вальпроевая кислота обычно не рекомендуется женщинам детородного возраста, у которых есть мигрень.
Неясно, как именно работает вальпроат. Предлагаемые механизмы включают в себя воздействие на уровни ГАМК, блокирование натриевых каналов, управляемых напряжением, и ингибирование деацетилаз гистонов. Вальпроевая кислота — это разветвлённая короткоцепочечная жирная кислота, н-пропильное производное валериановой кислоты.
Вальпроат был впервые изготовлен в 1881 году и вошел в медицинское применение в 1962 году. Он доступен как непатентованное лекарство. Механизм его терапевтического действия до конца не ясен. Предполагается, что препарат может действовать за счёт увеличения уровней гамма-аминомасляной кислоты в головном мозге или путём изменения свойств натриевых каналов.
Вальпроевая кислота входит в перечень жизненно необходимых и важнейших лекарственных препаратов под кодировкой N03AG.

## Применение в медицине
Вальпроат применяется в основном для лечения эпилепсии и биполярного расстройства. Также он применяется для предотвращения мигрени.

### Эпилепсия
Препарат обладает широким спектром противосудорожной активности, хотя он в основном используется в качестве лечения первой линии при тонико-клонических приступах, приступах отсутствия и миоклонических припадках, а также при лечении второй линии при парциальных припадках и инфантильных спазмах. Он также был успешно введён внутривенно для лечения эпилептического статуса.

### Психические заболевания
Биполярное расстройство
Вальпроат используется для лечения маниакальных, смешанных и депрессивных эпизодов биполярного расстройства, а также их профилактики.
В исследованиях, изучающих влияние галоперидола на купирование острого маниакального состояния, проведённых с участием 2022 пациентов, удалось показать, что нет особенных различий в эффективности галоперидола, рисперидона, оланзапина, карбамазепина и вальпроатов, однако при применении галоперидола была более высокая частота двигательных расстройств.
В систематическом обзоре 2013 года о вальпроевой кислоте, вальпроате и дивальпроксе в поддерживающем лечении биполярного расстройства результаты показывают, что качество исследований с точки зрения дизайна было не очень хорошим — это означает, что эффекты некоторых препаратов могли быть переоценены. Объединённые исследования позволяют предположить, что вальпроат может помочь предотвратить рецидив биполярного расстройства, особенно депрессивных эпизодов. Впрочем, из‐за ограниченных доказательств выводы относительно вальпроата в сравнении с плацебо и солями лития (или другими активными препаратами) не могут быть сделаны с какой‐либо достаточной степенью уверенности. Люди, принимавшие вальпроат в течение длительного времени, имели больше шансов продолжить принимать назначенные им лекарства, чем пациенты, которым давали препараты лития.
Шизофрения
В систематическом обзоре 2016 года сравнивали эффективность вальпроата в качестве дополнения для людей с шизофренией, полученные в ходе включённых испытаний данные показали, что у участников, принимавших вальпроат и антипсихотическое средство, клинический ответ был лучше, по сравнению с теми, кто принимал антипсихотическое средство вместе с плацебо. Впрочем, когда из анализа были исключены испытания низкого качества, это преимущество было потеряно. Также было установлено, что вальпроат эффективен в контроле возбуждения и агрессии. Приемлемость и общая переносимость комбинированной терапии были схожими в разных группах и не привели к увеличению массы тела. Однако добавление вальпроата все‐таки стало причиной большего седативного эффекта и головокружения. Ни в одном из испытаний не сообщали о влиянии на качество жизни. Доказательства ограниченны, и однозначные выводы не могут быть сделаны. Авторы обзора оценили качество доказательств по основным исходам как низкое или очень низкое, в связи с методологическими недостатками включённых исследований.

### Деменция
В систематическом обзоре 2016 года о применении вальпроата против возбуждения при деменции результаты показывают, что вальпроат не помогает при данном расстройстве. Повышен риск побочных эффектов, в том числе серьёзных.

### Синдром дисрегуляции дофамина
Основываясь на пяти случаях, вальпроевая кислота может эффективно контролировать симптомы синдрома дисрегуляции дофамина, возникающие при лечении болезни Паркинсона леводопой.

### Мигрень
Вальпроат также используется для предотвращения мигрени. Поскольку это лекарство может быть потенциально вредным для плода, вальпроат следует рассматривать для тех, кто может забеременеть, только после того, как риски были обсуждены.
В систематическом обзоре 2013 года о препаратах вальпроатов для профилактики приступов мигрени у взрослых результаты показывают, что по сравнению с плацебо вальпроат снижал частоту мигреней примерно в четыре раза в месяц (два исследования, 63 участника). Пациенты также более чем в два раза чаще снижали количество мигреней на 50 % и более при применении вальпроата, чем при приеме плацебо (пять исследований, 576 участников). Побочные эффекты, связанные с вальпроатом, были обычными, но в целом незначительными; Вальпроат, однако, может вызывать врожденные дефекты, поэтому его следует использовать с осторожностью у женщин детородного возраста.

### Лечение боли
В систематическом обзоре 2011 года о вальпроевой кислоте и вальпроате натрия для нейропатической боли и фибромиалгии результаты показывают, что недостаточно доказательств, подтверждающих использование вальпроевой кислоты или вальпроата натрия в качестве первой линии лечения нейропатической боли.

### Другое
Препарат был опробован при лечении СПИДа и рака благодаря его ингибирующему действию на гистондеацетилазу.

## Побочные явления
Возможные побочные явления: тошнота, рвота, расстройство пищеварения, анорексия, реже диарея, запор, спазмы кишечника. Как правило, эти явления носят временный характер, могут быть ослаблены применением таблеток с кишечнорастворимой оболочкой (депакин энтерик), назначением препарата во время или после еды:23, постепенным уменьшением доз, применением спазмолитиков, обволакивающих или антиаллергических средств.
Вальпроевая кислота вызывает дозозависимый седативный эффект — по разным данным, у 2—14% пациентов, и наиболее часто при политерапии. У 6—45% пациентов вальпроевая кислота вызывает тремор. Длительное применение вальпроевой кислоты может вызвать развитие обратимого паркинсонизма, постурального тремора, глухоты и когнитивных нарушений:52—53. В исключительно редких случаях при приёме вальпроатов может возникнуть синдром, напоминающий деменцию; после снижения дозы или отмены препарата эти симптомы быстро исчезают.
Также вальпроаты могут вызывать головокружение, атаксию, астению, головную боль, диспепсию, тахикардию, брадикардию, остеопению, гиперхолестеринемию, инсулинорезистентность.
При приёме вальпроевой кислоты возможны повышение аппетита и увеличение массы тела:24, наблюдающиеся у 20—54% пациентов и в некоторых случаях требующие отмены препарата. Увеличение массы тела может приводить к развитию сахарного диабета II типа и сердечно-сосудистых заболеваний. Вальпроевая кислота вызывает увеличение массы тела чаще, чем другие противоэпилептические препараты: по разным данным, в 14—50% случаев; при этом масса тела увеличивается на 8—49 кг. Особенно склонны к ожирению женщины, а также пациенты с изначально повышенным весом, с тенденцией к конституциональному ожирению:47. Изменение массы тела наблюдается уже в первые 2—3 месяца терапии вальпроевой кислотой и продолжается без выраженного плато на протяжении всего лечения, если не заниматься профилактикой этого побочного эффекта. Приверженность к здоровому образу жизни, наличие умеренной физической нагрузки и здоровое питание помогает уменьшить выраженность этого нежелательного явления. Эффект увеличения массы тела является дозозависимым, ослабляется при снижении дозы вальпроатов, а при назначении вальпроевой кислоты до 1000 мг/сут увеличение массы тела незначительно и сравнимо с таковым при приёме плацебо.
Вальпроаты могут повышать содержание тестостерона в сыворотке крови, приводя тем самым к косметическим дефектам, нарушениям менструального цикла (аменорее, олигоменорее, удлинению или укорочению менструального цикла, ановуляторным циклам), снижению репродуктивной функции, повышению массы тела, развитию синдрома поликистозных яичников, повышенному риску рака матки и молочных желез, диабета и атеросклероза. После отмены вальпроатов поликистозные изменения в яичниках, нарушения менструального цикла, ожирение могут претерпевать обратное развитие:48—49. Исследования показали, что риск развития синдрома поликистозных яичников выше у женщин с эпилепсией по сравнению с женщинами с биполярным расстройством.
Вальпроаты могут влиять на функцию щитовидной железы, вызывая гипотиреоз или, напротив, повышая уровень свободного тироксина в крови:49.
Вальпроевая кислота может вызывать дефицит карнитина (в особенности у детей с неврологическими расстройствами при политерапии), в таких случаях должна применяться заместительная терапия карнитином:50.
Приём вальпроатов может приводить к гипераммонемии (у 1% детей), чаще всего она возникает при политерапии. Описаны случаи развития обратимой энцефалопатии (летаргия, ступор, ригидность, астериксис, изменения на ЭЭГ) через несколько суток после начала приёма вальпроатов. Отмена препаратов привела к редукции гипераммонемии в течение 2—3 суток и улучшению состояния пациентов:50.
Вальпроаты могут приводить к повышению уровня гомоцистеина, снижению уровня фолатов и витамина B6 в плазме крови; высказывается утверждение, что это может обусловливать риск развития сердечно-сосудистых заболеваний:50.
К побочным эффектам вальпроатов относятся также мидриаз (расширение зрачков), эксфолиативный дерматит, аллергодерматит, сонливость. При длительном применении вальпроаты могут вызывать такие хронические побочные эффекты, как нарушение функции тромбоцитов, нарушение регуляции менструального цикла, алопеция:13.
Приём вальпроатов может приводить к преждевременной гибели волосяных фолликулов. Алопеция становится заметной через 6—16 недель после начала приёма препарата и, как правило, бывает обратимой: уменьшается после снижения дозы и прекращается через 8—12 месяцев лечения:33. Приём поливитаминов, содержащих фолиевую кислоту и цинк, уменьшают алопецию. Также вальпроаты могут вызывать избыточный рост волос (гирсутизм, гипертрихоз):33.
Редкими, но наиболее серьёзными побочными действиями вальпроевой кислоты являются нарушение функций печени, поджелудочной железы и ухудшение свёртываемости крови. При приёме вальпроевой кислоты возможно как бессимптомное повышение уровня ферментов печени, так и токсический гепатит с явлениями печёночной недостаточности, для которого характерно тяжёлое течение и высокая летальность. Частота развития токсического гепатита при приёме вальпроатов составляет у детей до 2 лет 1:500 при политерапии, 1:7000 — при монотерапии, у взрослых — 1:37000. Клинические проявления печёночной недостаточности включают в себя тошноту, рвоту, сонливость, отёки, желтушность кожных покровов. Иногда ранними проявлениями печёночной недостаточности являются боли в животе, учащение приступов эпилепсии, атаксия, астериксис, сонливость:24—25.
Панкреатит, возникающий при приёме вальпроатов, является идиосинкратическим побочным действием, не зависит от дозы препарата и развивается в начале лечения. В 40% случаев он возникает в первые 3 месяца терапии, в 70% случаев — в первый год. Самые значимые факторы риска: возраст младше 20 лет, политерапия. Вальпроат-индуцированный панкреатит проявляется болями в животе, тошнотой, рвотой, анорексией, высоким уровнем амилазы и липазы. Чаще всего симптомы панкреатита обратимы после отмены вальпроата.
Снижение количества тромбоцитов (тромбоцитопению) вальпроаты, по данным разных исследователей, вызывают у 1—8% до 32% пациентов. Число тромбоцитов уменьшается в 2—10 раз, в большинстве случаев эта реакция носит дозозависимый характер. При политерапии тромбоцитопения развивается реже, чем при монотерапии. Вальпроевая кислота может угнетать агрегацию тромбоцитов, уменьшать содержание фибриногена в крови, истощать запасы фактора свёртывания крови VIII, приводить к удлинению времени кровотечения, частичного тромбопластинового времени и протромбинового времени. Это приводит к нарушениям свёртывания крови (коагулопатиям). Также вальпроевая кислота — даже при низкой её концентрации в плазме крови — может нарушать функцию тромбоцитов и тем самым, даже при отсутствии тромбоцитопении, приводить к проявлениям геморрагического диатеза:29—30.
По данным T. Gerstner и соавторов, частота коагулопатий при приёме вальпроевой кислоты составляет около 4%. Чаще всего они носят субклинический характер, однако могут и повышать кровоточивость (приводя к носовым кровотечениям, редко — к оторее, гематурии), развитию петехиальной сыпи и экхимозов, реже — гематом:30.
Вальпроаты, как и ряд других противоэпилептических препаратов, могут вызывать тяжёлое токсико-аллергическое осложнение — синдром Стивенса — Джонсона; причём, если при терапии другими препаратами данное осложнение возникает в первые недели, при лечении вальпроатами его развитие может быть значительно отсрочено (порой возникает более чем через год после начала терапии):22. При монотерапии вальпроевой кислотой синдром Стивенса — Джонсона возникает редко, гораздо чаще — при сочетании вальпроевой кислоты с ламотриджином. Крайне редко вальпроевая кислота вызывает другое опасное осложнение — лекарственно-индуцированный синдром гиперчувствительности. Опасными осложнениями являются также коллагеноз (волчаночно-подобный синдром):36—37, сывороточная болезнь.
В крайне редких случаях приём вальпроевой кислоты может приводить к апластической анемии; описаны также случаи изолированной нейтропении:29. Вальпроевая кислота может вызывать агранулоцитоз.
Со стороны почек вальпроаты могут вызывать обратимый синдром Фанкони (отмечался в единичных случаях), при длительном приёме — энурез:46.
Вальпроевая кислота может вызывать явления общего угнетения и усталости. Это необходимо учитывать при её назначении людям, выполняющим напряжённую физическую и умственную работу. При лечении не допускается приём алкоголя.
При длительной терапии вальпроатами крайне редко может развиваться нарушение слуха, в некоторых случаях имеющее обратимый характер:53.
Как и ряд других противоэпилептических препаратов, вальпроаты могут вызывать аггравацию — учащение, утяжеление эпилептических приступов, возникновение у пациента новых видов приступов. Однако при приёме вальпроатов аггравация встречается редко и, как правило, обусловлена передозировкой, развитием метаболических нарушений (гепатопатия, гипераммонемия и др.):68. По причине очень низкого потенциала аггравации приступов вальпроаты являются препаратами первого выбора при идиопатической генерализованной эпилепсии:145 (пациенты с которой особенно склонны к аггравации эпилептических приступов:138) и могут применяться при вновь диагностированных приступах, а также при неидентифицированных типах приступов:145.
Следует учитывать, что у больных диабетом вальпроевая кислота может искажать результаты анализов мочи, повышая содержание кетоновых тел.

### У беременных
Вальпроат вызывает врождённые дефекты. Наиболее характерным врождённым дефектом, возникающим вследствие приёма вальпроата, является расщелина позвоночника. При приёме вальпроата в первом триместре беременности частота дефектов нервной трубки может достигать 5—9%, но по данным других исследований она составляет 1—2% — это превышает популяционный уровень в 10—20 раз. Дефекты нервной трубки возникают, если вальпроат применяется в течение 17—30 дней после зачатия. Риск этих дефектов повышается при применении высоких доз вальпроата.
Признаки вальпроатного синдрома также включают черты лица, которые имеют тенденцию развиваться с возрастом, включая лоб в форме треугольника, высокий лоб с бифронтальным сужением, эпикантические складки, медиальный дефицит бровей, плоский носовой мостик, широкий носовой корень, передний нос, мелкий желобок, длинная верхняя губа и тонкие червеобразные границы, толстая нижняя губа и маленький опущенный рот. Хотя задержка развития обычно связана с изменёнными физическими характеристиками (дисморфическими признаками), это не всегда так.
Кроме того, для вальпроатного синдрома характерны сердечно-сосудистые, черепно-мозговые, урогенитальные аномалии (в частности, аномалия мочеиспускательного канала у мальчиков), дигитальные, респираторные аномалии. В частности, могут возникать дефект межжелудочковой перегородки, гипоспадия, аномальное строение костей верхних конечностей, гипоплазия фаланг пальцев.
Ряд исследований свидетельствует о дозозависимом характере тератогенного действия вальпроевой кислоты. Критической дозой является 1000 мг/сут: врождённые дефекты редко возникают при приёме препарата в суточной дозе ниже 1000 мг и концентрации в крови ниже 70 мкг/мл. Дальнейшее снижение дозы не связано со снижением риска врождённых дефектов.
Метаанализ, охвативший 59 исследований, 65 533 беременных с эпилепсией и 1 817 024 здоровых женщин, показал, что риск развития больших врождённых аномалий различных органов и систем при монотерапии вальпроатом составляет 10,73%. По данным исследований, в том числе и этого метаанализа, риск возникновения больших врождённых аномалий при приёме вальпроата беременными в 2—4 раза выше, чем при приёме
карбамазепина и ламотриджина.
Особенно опасно с точки зрения тератогенности сочетание вальпроата с карбамазепином; при этом риск пороков развития ещё более возрастает, если в семейном анамнезе есть случаи дефектов нервной трубки. Также высок риск тератогенности при сочетании вальпроата и ламотриджина.
При приёме вальпроата во время беременности наблюдались замедление внутриутробного роста, пониженная масса тела у новорождённого, уменьшение объёма его головы.
Приём вальпроата незадолго до родов может приводить к замедлению частоты сердечных сокращений у детей, транзиторным симптомам гепатотоксичности, гипогликемии, снижению уровня фибриногена и кровотечениям. Также у новорождённых может возникать синдром отмены, который проявляется раздражительностью, беспокойством, нарушением питания и изменением мышечного тонуса.
У детей, чьи матери принимали вальпроат во время беременности, наблюдается повышенный риск когнитивных и поведенческих проблем, особенно если вальпроат принимался в сочетании с другими психотропными средствами. Возможны нарушения развития — в частности, снижение «вербального интеллекта», порой сочетающееся с коммуникативными проблемами, аналогичными тем, что встречаются при расстройствах аутистического спектра. В исследованиях выявлен риск снижения у таких детей школьной успеваемости и IQ в целом, а также риск развития поведенческих нарушений, включая аутистикоподобное поведение.
Исследование, проведенное в 2005 году, показало, что аутизм среди детей, подвергавшихся воздействию вальпроата натрия до рождения, в исследуемой группе составлял 8,9 %. Нормальная заболеваемость аутизмом среди населения в целом оценивается менее чем в один процент. Исследование 2009 года показало, что у 3-летних детей, чьи матери принимали вальпроат во время беременности, IQ был в среднем на 9, 7 и 6 баллов ниже, чем у сверстников, чьи матери принимали в период беременности ламотриджин, фенитоин и карбамазепин соответственно. Тем не менее необходимы дальнейшие исследования детей старшего возраста и взрослых.
Вальпроат натрия был связан с редким состоянием пароксизмальной тоники в детстве, также известным как синдром Овриера-Билсона, с детства или внутриутробного воздействия. Это состояние исчезало после прекращения терапии вальпроатом.
По данным проспективного исследования NEAD (Neurodevelopmental Effects of Antiepileptic Drugs), охватившего 28 центров Соединённого Королевства и США и включившего 322 пары мать/ребёнок, серьёзные нежелательные исходы (это понятие включало в себя врождённые аномалии, задержку в развитии или смерть) встречались при приёме вальпроата в 25% случаев.

### В детском и подростковом возрасте
Существует доказательство того, что вальпроевая кислота может вызывать преждевременную оссификацию пластинки роста у детей и подростков, что приводит к снижению роста.

### У пожилых пациентов
Вальпроат у пожилых людей с деменцией вызывал повышенную сонливость. По этой причине многие люди прекратили приём лекарств. У половины людей, у которых он вызывал сонливость, наблюдались и другие побочные эффекты (потеря веса и снижение потребления пищи).

## Меры предосторожности
Перед назначением вальпроевой кислоты рекомендуется провести ряд обследований и проанализировать анамнез пациентов, см. Побочные эффекты противосудорожных средств#Перед началом терапии.
Пациентам с заболеваниями желудочно-кишечного тракта (и тем пациентам, у кого выявлены при УЗИ бессимптомные изменения органов брюшной полости или изменения показателей биохимического анализа крови — билирубина, АСТ, АЛТ, печёночных проб, амилазы) перед началом лечения вальпроевой кислотой необходима консультация гастроэнтеролога:57.
При приёме противосудорожных препаратов следует регулярно проводить такие обследования, как общий анализ крови с определением количества тромбоцитов и времени кровотечения, биохимический анализ крови, определение концентрации противосудорожного препарата в крови (при необходимости), общий анализ мочи, УЗИ органов брюшной полости и почек:63—65. Особо тщательного контроля требуют больные, ранее перенёсшие заболевания печени и поджелудочной железы.
В частности, для уменьшения риска поражения печени у пациентов, принимающих вальпроевую кислоту, необходим тщательный контроль уровня печёночных ферментов, билирубина, протромбина в первые полгода лечения. При превышении уровня печёночных ферментов в 3 раза препарат рекомендуется отменить:25.
У пациентов, получающих лечение вальпроевой кислотой, необходимо регулярно определять содержание тромбоцитов в крови. В частности, у пациентов, которым предстоит оперативное вмешательство, в предоперационном периоде нужно проводить такие обследования, как определение количества тромбоцитов, частичного тромбопластинового времени, протромбинового времени:30.
Также при лечении вальпроатами важно проводить оценку функции щитовидной железы. Необходимо контролировать концентрацию препарата в крови, особенно при одновременном применении с барбитуратами. Кроме того, следует контролировать вес пациента, а в случае клинической необходимости контролировать артериальное давление, уровень глюкозы натощак, липидный профиль, измерять плотность костей. Женщинам, которые принимают вальпроаты, необходимо регулярно исследовать гормональный профиль и проводить УЗИ яичников:49, нужно отслеживать особенности протекания менструального цикла.
Из-за риска возникновения у пациентов, принимающих вальпроаты, острого геморрагического панкреатита, который может быть фатальным, требуется при возникновении болей в животе определить уровень в крови липазы, амилазы и провести УЗИ поджелудочной железы:26.
При возникновении на фоне приёма вальпроевой кислоты кожной сыпи, даже слабо выраженной, следует отменить препарат по причине возможности её трансформации в синдром Стивенса — Джонсона:36. Также необходимо отменить вальпроат при развитии выраженной гипераммонемии.

### Беременность
Приём вальпроевой кислоты в период беременности допустим только при неэффективности других препаратов. Планирующих беременность женщин следует предупреждать о рисках, связанных с приёмом вальпроата, в том числе о возможном отставании ребёнка в интеллектуальном развитии. Женщинам, которые намереваются забеременеть, следует по возможности перейти на другое лекарство или уменьшить дозу вальпроата, разделить суточную дозу на несколько приёмов. Отменять вальпроат следует постепенно (не менее чем в течение двух недель). В случае продолжения приёма вальпроата его нужно принимать в минимально эффективной дозе в лекарственной форме с медленным высвобождением действующего вещества; в сутки следует принимать не более 1000 мг (в несколько приёмов). Суточная доза вальпроата, превышающая 1000 мг, существенно повышает риск пороков развития, как и его сочетание с другими лекарствами.
Принимающих вальпроат во время беременности женщин и родившихся у них детей нужно брать под наблюдение. Необходимо ежемесячно определять концентрацию препарата в крови во втором триместре беременности и еженедельно — в третьем триместре, а если вальпроат принимается в первом триместре беременности (чего по возможности следует избегать), нужно провести к 18-й неделе УЗИ с высоким разрешением.
Планирующим беременность и беременным женщинам, принимающим вальпроат, показана заместительная терапия фолатами, хотя эффективность такой терапии порой подвергается сомнению. Метаанализ, охвативший 6105 женщин и включивший 5 рандомизированных и квазирандомизированных исследований, показал, что фолиевая кислота, принимаемая в качестве монотерапии или в сочетании с другими витаминами и минералами, предотвращает дефекты нервной трубки, но не другие врождённые аномалии.

## Противопоказания
Препарат противопоказан при тяжёлом нарушении функции печени, хроническом гепатите, лекарственном гепатите в анамнезе (у пациента либо родственников первой линии родства):58, тромбоцитопении ниже 100 × 109/л, удлинении времени кровотечения, изменениях в коагулограмме:61, нарушении функции поджелудочной железы, геморрагическом диатезе. Не следует назначать препарат в первые 3 мес беременности (в более поздние сроки назначают в уменьшенных дозах исключительно при неэффективности других противоэпилептических средств). Повышен риск развития дефектов нервной трубки, черепно-лицевых дефектов, аномалий сердечно-сосудистой системы и других врождённых пороков при применении вальпроата натрия (а также вальпроевой кислоты и дивальпроекса натрия) во время беременности. В литературе приводятся данные о случаях тератогенного эффекта при применении вальпроевой кислоты и её солей во время беременности. Следует также учитывать, что препарат проходит в молоко кормящих женщин. Не следует назначать вальпроат пациентам с подозрением на митохондриальные заболевания.

## Взаимодействия
Вальпроевая кислота может усиливать действие других противоэпилептических средств (фенитоина, фенобарбитала, примидона, ламотриджина), антидепрессантов, антипсихотиков (фенотиазинов). Увеличивает концентрацию феназона в сыворотке крови. Поэтому при необходимости следует снижать дозы этих препаратов. Фенитоин снижает концентрацию вальпроевой кислоты в плазме крови, приводит к непредсказуемым взаимодействиям. При сочетании с примидоном повышается вероятность токсичности. Сочетанное применение с фелбаматом усиливает нежелательные побочные эффекты:289—290. При сочетании с карбамазепином снижается концентрация вальпроевой кислоты в плазме крови и усиливаются токсические эффекты активных метаболитов карбамазепина — 10,11-эпоксидов.
У пациентов, принимающих вальпроаты в сочетании с другими противоэпилептическими препаратами, в крайне редких случаях может развиваться энцефалопатия, проявляющаяся спутанностью сознания, сопором и комой. Эти состояния полностью обратимы, их следует отличать от гипераммонемии и гепатотоксичности, связанной с приёмом вальпроатов.
Сочетание вальпроевой кислоты с препаратами, угнетающими ЦНС, или с ингибиторами МАО приводит к усилению седативного эффекта:290, сочетание с бензодиазепинами — к психическим побочным эффектам, повышению токсического действия бензодиазепинов, с клоназепамом — к удлинению припадков:290.
Антикоагулянты, ацетилсалициловая кислота и вальпроевая кислота взаимно усиливают тормозящее влияние на агрегацию тромбоцитов, что требует строгого контроля за свёртывающей системой крови при одновременном применении этих препаратов, так как повышается риск кровотечений:289. Ацетилсалициловая кислота (как и другие салицилаты) вытесняет вальпроевую кислоту из связи с белками, и это приводит к резкому повышению уровня её свободной фракции в плазме крови, к усилению побочных эффектов вальпроевой кислоты и возможным проявлениям её токсичности.
Риск кровотечений возникает также при сочетанном применении вальпроевой кислоты с дипиридамолом, сульфинпиразоном:289—290.
При совместном применении вальпроевой кислоты с антацидами, содержащими ионы алюминия, реже возникают диспептические расстройства:289.
При сочетании вальпроевой кислоты с гепатотоксическими средствами, изониазидом, карбамазепином, алкогольсодержащими препаратами и напитками повышается риск поражения печени:289.
Совместное применение вальпроевой кислоты и диданозина приводит к токсическому действию на костный мозг:289.
Мефлохин снижает эффект вальпроевой кислоты, вальпроевая кислота снижает эффект бензоата натрия:289.

## Передозировка и токсичность
Чрезмерное количество вальпроевой кислоты может привести к сонливости, тремору, ступору, угнетению дыхания, коме, метаболическому ацидозу и смерти. Как правило, концентрации контролируемой вальпроевой кислоты в сыворотке или плазме находятся в диапазоне 20-100 мг / л во время контролируемой терапии, но могут достигать 150—1500 мг / л после острого отравления. Мониторинг уровня сыворотки часто осуществляется с использованием коммерческих методов иммуноанализа, хотя некоторые лаборатории используют газовую или жидкостную хроматографию. В отличие от других противоэпилептических препаратов, в настоящее время имеется мало благоприятных доказательств для мониторинга слюнных терапевтических препаратов. Слюнные уровни вальпроевой кислоты плохо коррелируют с сывороточными уровнями, частично из-за слабой кислотной способности вальпроата (рКа 4,9).
При тяжелой интоксикации гемоперфузия или гемофильтрация могут быть эффективным средством ускорения выведения препарата из организма. Поддерживающая терапия должна предоставляться всем пациентам, испытывающим передозировку, и следует контролировать выделение мочи. Дополнительный L-карнитин показан пациентам с острой передозировкой, а также профилактически у пациентов с высоким риском. Ацетил-L-карнитин снижает гипераммонемию менее заметно, чем L-карнитин.

## Синтез
Большинство методов синтеза вальпроевой кислоты основаны на алкилировании пропилгалогенидами сложных эфиров производных уксусной кислоты, содержащих легко удаляемый электронакцепторный заместитель, выходы вальпроевой кислоты в этой группе методов превышают 80 %
Так, одним из основных методов синтеза является алкилирование этилового эфира циануксусной кислоты пропилбромидом в присутствии этилата натрия с дальнейшим гидролизом и декарбоксилированием продукта алкилирования с образованием нитрила вальпроевой кислоты и последующим гидролизом нитрила до вальпроевой кислоты:
Близким методом является алкилирование ацетоуксусного эфира пропилбромидом с образованием 2,2-дипропилацетоуксусного эфира с его дальнейшим ретрокляйзеновским расщеплением под действием гидроксида натрия, описан и метод синтеза алкилированием малонового эфира с дальнейшим гидролизом и декарбоксилированием образовавшегося 2,2-дипропилмалонового эфира.

## Свойства
В готовых лекарственных формах применяется как в виде кислоты, так и в виде её натриевой соли (вальпроат натрия). VPA является жидкой при комнатной температуре, но она может взаимодействовать с основанием, таким как гидроксид натрия, с образованием соли натрия вальпроата, которая представляет собой твердое вещество.

## Фармакодинамика
Оказывает противосудорожное (антиэпилептическое), центральное миорелаксирующее и седативное действие. Улучшает также психическое состояние и настроение больных и обладает антиаритмической активностью (обусловленной, по-видимому, активацией центральной тормозной стресслимитирующей ГАМКергической системы, а также прямым кардиотропным действием).
Проявляет выраженные нормотимические свойства. Помимо прочего, обладает антиандрогенным и антипрогестагенным действием.

### Механизм действия
- По основной гипотезе, стимулирует ГАМКергические механизмы за счёт ингибирования фермента ГАМК-трансферазы, что приводит к увеличению содержания ГАМК в ЦНС. (ГАМК препятствует пре- и постсинаптическим разрядам, и это предотвращает распространение судорожной активности.)
- Другим механизмом повышения ГАМКергической активности является непосредственное воздействие вальпроевой кислоты на постсинаптические рецепторы (прежде всего ГАМК-А рецептор), имитирующее либо усиливающее воздействие ГАМК.
- Кроме того, оказывает непосредственное воздействие на потенциал-зависимые натриевые каналы и может влиять на активность мембран, изменяя проводимость для ионов калия.[31]

## Фармакокинетика
Препарат легко всасывается при приёме внутрь, биодоступность составляет 100 %. Пик концентрации в плазме крови наблюдается через 2 ч. Период полувыведения составляет примерно 8 ч. Выделяется главным образом с мочой в виде конъюгатов или продуктов окисления.
Равновесная концентрация достигается на 2—4-й день лечения, в зависимости от интервалов дозирования.
Для вальпроатов характерна высокая степень связывания с белками плазмы крови (альбумином). Переносимость вальпроатов ухудшается при снижении уровня альбумина в крови, так как повышение свободной фракции препарата в крови влечёт за собой появление побочных эффектов, даже если доза препарата не изменяется. Поэтому данные препараты нужно назначать с осторожностью при состояниях, сопровождающихся гипоальбуминемией, — в частности, при нарушении функции печени и почек; на фоне терапии данными препаратами не следует допускать голодания. Во время терапии желательно контролировать содержание альбумина в крови. К причинам гипоальбуминении относятся голодание, нарушение функции печени и почек, одновременное применение других препаратов, активно связывающихся с белками: препараты могут вытеснять друг друга из связей с белками:20.
Однако повышение дозы вальпроата может привести к увеличению концентрации свободного вещества в плазме крови даже при нормальном уровне альбумина. Процент связывания вальпроатов с белками крови может составлять 80—94%, но по мере увеличения концентрации препарата в крови этот процент уменьшается. Такое возрастание уровня свободного (не связанного) препарата в плазме может приводить к развитию интоксикации, дозозависимых побочных эффектов:20.

## Применение
Применяют у взрослых и детей при разных видах эпилепсии: при различных формах генерализованных припадков — малых (абсансах, petit mal), больших (судорожных, grand mal) и полиморфных; при фокальных припадках (моторных, психомоторных и др.). Препарат наиболее эффективен при абсансах и височных псевдоабсансах.
Принимают вальпроевую кислоту внутрь во время или сразу после еды. Начинают с приёма небольших доз, постепенно увеличивая их в течение 1—2 недель до достижения терапевтического эффекта; затем подбирают индивидуальную поддерживающую дозу.
Суточная доза для взрослых составляет в начале лечения 0,3—0,6 г (1—2 таблетки), затем её постепенно повышают до 0,9—1,5 г. Разовая доза 0,3—0,45 г. Высшая суточная доза 2,4 г.
Дозу для детей подбирают индивидуально в зависимости от возраста, тяжести заболевания, терапевтического эффекта. Обычно суточная доза для детей составляет 20—50 мг на 1 кг массы тела, высшая суточная 60 мг/кг. Начинают лечение с 15 мг/кг, затем дозу повышают еженедельно на 5—10 мг/кг до достижения необходимого эффекта. Суточную дозу делят на 2—3 приёма. Детям удобно назначать препарат в виде жидкой лекарственной формы — сиропа ацедипрола 5 % (Sirupus Acediproli 5 %), содержащего в 1 мл 50 мг препарата. Необходимое количество сиропа отмеривают дозировочной ложкой с делениями 2 5 и 5 мл.
Вальпроевую кислоту можно применять самостоятельно или в сочетании с другими противоэпилептическими препаратами.
При малых формах эпилепсии обычно ограничиваются применением только вальпроевой кислоты.

## Формы выпуска
Разными зарубежными фирмами препарат выпускается в виде таблеток (конвульсофин — кальция вальпроата дигидрат — по 300 мг), таблеток, покрытых оболочкой, растворимой в кишечнике, содержащих по 150, 200 или 300 мг вальпроевой кислоты/вальпроата натрия, а также по 500 мг (депакин-500, энкорат хроно 200, 300, 500 мг), таблеток пролонгированного действия, покрытых оболочкой (конвулекс — вальпроат натрия — по 300, 500 мг); в виде капсул (конвулекс — вальпроевая кислота — по 150, 300, 500 мг), в виде сиропа (конвулекс — сироп для детей), содержащего по 50 мг вальпроата натрия в 1 мл, в виде раствора (капли) для приёма внутрь, содержащего 300 мг вальпроевой кислоты в 1 мл и в виде раствора для внутривенного введения (конвулекс), содержащего 100 мг/мл в ампулах по 5 мл.

## Злоупотребления в маркетинге
В 2012 году фармацевтическая корпорация Abbott согласилась выплатить по суду 1,6 миллиарда долларов за незаконное продвижение вальпроевой кислоты для применения офф-лейбл (не по утверждённым государственными органами показаниям). Вальпроевая кислота незаконно рекламировалась в том числе и в домах престарелых для применения к пожилым людям как успокаивающее и снижающее агрессию средство.